# نیدونگ (روستا)
نیدونگ (به لاتین: Nêdong) یک منطقهٔ مسکونی در جمهوری خلق چین است که در منطقه خودمختار تبت واقع شده‌است. نیدونگ
- نفر جمعیت دارد.